# Iván Rozas
Iván Marcelo Rozas Agüero (Temuco, Chile, 1 de julio de 1998) es un futbolista chileno. Juega de volante en Ñublense de la Primera División de Chile.

## Trayectoria
Se inició de forma amateur en el fútbol en los barrios de su natal Temuco. Llegó a las divisiones inferiores de Universidad de Chile a través de una prueba masiva. El 25 de febrero debuta profesionalmente en el Torneo de Clausura 2016-17 de Chile.
En la temporada 2019 es enviado a préstamo a Ñublense, participante de la Primera B. Termina siendo adquirido por el conjunto chillanejo el año 2020, donde juega 23 Partidos, marcando 2 goles y dando varias asistencias en la gran campaña de Ñublense que es coronado con el Campeonato de la Primera B.
En marzo de 2021 es anunciada su cesión a O'Higgins.
En diciembre de 2022 es anunciado como nuevo jugador de Deportes Copiapó, recientemente ascendido a la primera división chilena.

## Selección nacional
Ha sido convocado a la Selección de fútbol sub-20 de Chile, pero por diversas lesiones no ha podido participar en ésta.

## Estadísticas
| Club                         | Div.          | Temporada     | Liga  | Liga  | Copas nacionales | Copas nacionales | Torneos internacionales | Torneos internacionales | Total | Total |
| Club                         | Div.          | Temporada     | Part. | Goles | Part.            | Goles            | Part.                   | Goles                   | Part. | Goles |
| ---------------------------- | ------------- | ------------- | ----- | ----- | ---------------- | ---------------- | ----------------------- | ----------------------- | ----- | ----- |
| Universidad de Chile · Chile | 1ª            | 2016-17       | 6     | 0     | —                | —                | —                       | —                       | 6     | 0     |
| Universidad de Chile · Chile | 1ª            | 2017          | 4     | 0     | 1                | 0                | 1                       | 0                       | 6     | 0     |
| Universidad de Chile · Chile | 1ª            | 2018          | 1     | 0     | 1                | 0                | —                       | —                       | 2     | 0     |
| Universidad de Chile · Chile | 1ª            | 2019          | 2     | 0     | 2                | 0                | —                       | —                       | 4     | 0     |
| Universidad de Chile · Chile | Total club    | Total club    | 13    | 0     | 4                | 0                | 1                       | 0                       | 18    | 0     |
| Ñublense · Chile             | 2ª            | 2019          | 5     | 0     | —                | —                | —                       | —                       | 5     | 0     |
| Ñublense · Chile             | 2ª            | 2020          | 26    | 2     | —                | —                | —                       | —                       | 26    | 2     |
| O'Higgins · Chile            | 1ª            | 2021          | 21    | 0     | 4                | 0                | —                       | —                       | 25    | 0     |
| O'Higgins · Chile            | Total club    | Total club    | 21    | 0     | 4                | 0                | 0                       | 0                       | 25    | 0     |
| Ñublense · Chile             | 1ª            | 2022          | 17    | 1     | 2                | 0                | 2                       | 0                       | 21    | 1     |
| Ñublense · Chile             | Total club    | Total club    | 48    | 3     | 2                | 0                | 2                       | 0                       | 52    | 3     |
| Deportes Copiapó · Chile     | 1.ª           | 2023          | 0     | 0     | 0                | 0                | —                       | —                       | 0     | 0     |
| Deportes Copiapó · Chile     | Total club    | Total club    | 0     | 0     | 0                | 0                | 0                       | 0                       | 0     | 0     |
| Total carrera                | Total carrera | Total carrera | 82    | 3     | 10               | 0                | 3                       | 0                       | 95    | 3     |
| 1. 2. 3.                     |               |               |       |       |                  |                  |                         |                         |       |       |

## Palmarés

### Campeonatos nacionales
| Título           | Club                 | País  | Año    |
| ---------------- | -------------------- | ----- | ------ |
| Primera División | Universidad de Chile | Chile | 2017-C |
| Primera B        | Ñublense             | Chile | 2020   |